# پریمو مانیانی
پریمو مانیانی (ایتالیایی: Primo Magnani; ۳۱ مارس ۱۸۹۲ – ۱۷ ژوئن ۱۹۶۹) دوچرخه‌سوار اهل ایتالیا بود.
وی در مسابقات کشوری و بین‌المللی در مجموع برندهٔ ۱ مدال طلا شده‌است.